# أبل فيجن برو
أبل فيجن برو (بالإنجليزية: Apple Vision Pro)‏ هي سماعة رأس واقع هجين من شركة أبل. أُعلن عنها في 5 يونيو 2023 في مؤتمر أبل العالمي للمطورين لعام 2023، أُتيحت للطلب المسبق في 19 يناير 2024، وأصبحت متاحةً للشراء في 2 فبراير 2024 في الولايات المتحدة. تُعد فيجن برو أولَ فئة منتجات رئيسية جديدة شركة آبل منذ إصدار آبل ووتش في عام 2015.
وصفت شركة أبل المنتج بأنه «كمبيوتر مكاني»، حيث تُدمج الوسائط الرقمية مع العالم الحقيقي ويمكن استخدام المدخلات المادية، مثل الإيماءات، للتفاعل مع النظام. يمكن استخدام فيجن برو مع محول طاقة أو بطارية منفصلة. إن فيجن برو ليست ملحقًا ولكنها جهاز قائم بذاته.

## التاريخ
التطوير
في مايو 2015، استحوذت أبل على شركة الواقع المعزز الألمانية ميتايو التي انفصلت في الأصل عن فولكس فاجن. في ذلك العام، وظفت أبل مايك روكويل من مختبرات دولبي، شكل روكويل فريقاً يسمى مجموعة تطوير التكنولوجيا والذي يضم المؤسس المشارك لشركة Metaio بيتر ماير ومدير آبل ووتش فليتشر روثكوف. طوّر الفريق عرضاً تجريبياً للواقع المعزز في عام 2016 لكنه قوبل بمعارضة كبير مسؤولي التصميم جوني إيف وفريقه. وُظّف خبير الواقع المعزز والمتخصص السابق في وكالة ناسا جيف نوريس في أبريل 201 7، وساعد فريق روكويل في تقديم ARKit في عام 2017 مع iOS 11. سعى فريق روكويل إلى إنشاء سماعة رأس وعمل مع فريق إيف، وقد استقبل فريق التصميم الصناعي قرار الكشف عن عيون مرتديها من خلال شاشة أمامية للعين بشكل جيد.
واجه تطوير السماعة فترة من التخبّط مع رحيل إيف في عام 2019. ترك خليفته إيفانز هانكي الشركة في عام 2023، ثم قاد مدير الهندسة الرئيسي جيف ستال الذي تبع روكويل تطوير نظام التشغيل فيجن أو إس بعد عمله سابقًا في مجال ألعاب وتقنيات الرسومات في أبل. تُعتبر سماعة الواقع المعزز من أبل بمثابة جسر إلى نظارات الواقع المعزز خفيفة الوزن والقادمة والتي لم تعد مناسبة من الناحية الفنية. في نوفمبر 2017، استحوذت أبل على شركة الواقع المختلط الكندية فرفانا مقابل 30 مليون دولار. كانت شركة Vrvana Totem قادرة على تركيب رسوم متحركة العاتمة وذات الألوان الحقيقية في الجزء العلوي من العالم الحقيقي وليس كالإسقاطات الشبيهة بالأشباح لسماعات الواقع المعزز الأخرى والتي لا يمكنها عرض اللون الأسود، وكانت قادرة على القيام بذلك مع تجنب التأخير الملحوظ عادةً بين الكاميرات التي تلتقط العالم الخارجي مع الحفاظ على مجال رؤية بزاوية 120 درجة بتردد 90 هرتز في وقت واحد، كما استخدمت وحدات إنارة الأشعة تحت الحمراء وكاميرات الأشعة تحت الحمراء لإجراء التعقب المكاني واليدوي، وبحسب المسرّب وين ما، كانت أبل تنوي في الأصل السماح بسحب برنامج MacOS من الشاشة إلى بيئة المستخدم ولكن أُلغيَ في وقت مبكر بسبب قيود الاعتماد على نظام التشغيل iOS وأشار إلى أن نظام تتبع اليد لم يكن دقيقاً بما يكفي للألعاب، كما ناقش العمال التعاون مع علامات تجارية مثل نايكي للتدرب مع سماعة الرأس، بينما بحث آخرون عن وسائد وجه كانت مناسبة بشكل أكبر لتمارين عالية الكثافة التي تتسبب في التعرق، ولكن أُلغيَ بسبب حزمة البطارية والشاشة الهشة، كما أُلغيَت ميزة تسمى "التواجد المشترك"، وهو عرض لجسم المستخدم الكامل في FaceTime، بسبب أسباب غير معروفة.
الكشف والإصدار
في مايو 2022، عرض مديرو أبل الجهاز، بما في ذلك الرئيس التنفيذي تيم كوك. بدأت الشركة في توظيف المخرجين والمبدعين لتطوير محتوى لسماعة الرأس في يونيو، ووُظّف أحد هؤلاء المخرجين جون فافرو لإحياء الديناصورات التي ظهرت في برنامجه التلفزيوني Prehistoric Planet to life كما كانت أبل منذ أبريل، تسعى أيضًا إلى جذب المطورين لصنع برامج وخدمات لسماعة الرأس. تقدمت أبل بأكثر من 5000 براءة اختراع لتقنيات ساهمت في تطوير فيجن برو، أعلنت أبل عن Apple Vision Pro في مؤتمر مطوري أبل العالمي لعام 2023 (WWDC23) في 5 يونيو 2023، للإطلاق في أوائل عام 2024 في الولايات المتحدة بسعر يبدأ من 3499 دولار أمريكي. في 6 يونيو، اليوم التالي للإعلان، استحوذت أبل على شركة الواقع المعزز Mira التي تُستخدم تقنيتها في رحلة Mario Kart في عالم سوبر نينتندو، وأبرمت الشركة عقداً مع القوات الجوية والبحرية للولايات المتحدة. وضُمَّ أحد عشر موظفًا من موظفي الشركة.
في 8 يناير 2024، أعلنت أبل أن تاريخ إصدار Vision Pro في الولايات المتحدة سيكون في 2 فبراير 2024. تراوحت تقديرات الشحنات الأولية من 60000 إلى 80000 وحدة. بدأت الطلبات المسبقة في 19 يناير 2024 في الساعة 5:00 صباحاً.

## المواصفات

#### التطبيقات
وفقًا لصورة الشاشة الرئيسية في كتيب أبل، سيحتوي أبل فيجن برو على أبل تي في وأبل ميوزك ووعي تام وفري فورم [الإنجليزية] وسفاري والصور والملاحظات وآب ستور والبريد والرسائل وكي نوت والمزيد من التطبيقات المثبتة مسبقًا.

## وصلات خارجية
- الموقع الرسمي
 (بالإنجليزية)
- Apple Vision Pro Press Release (بالإنجليزية)